# Спортски центар Пожаревац
Спортски центар Пожаревац (СЦ Пожаревац) је мулти спортски комплекс где се организују бројни спортски, забавни, естрадни и хуманитарни програми гостима из готово целе Европе као и Немачке, Русије, Грчке, Кине, САД, Кубе, Турске, Аустрије, Италије, Мађарске, Пољске, Бугарске, Румуније. Налази се у улици Партизанска 1. Традиционално организују манифестацију „Игрице без граница” са чијом се реализацијом започело 1991. године, која окупља учеснике предшколских установа и основних школа општине Пожаревац, близу 150.000 деце. Године 1995. су доживеле интернационалну промоцију на Европском конгресу рекреатора у Братислави.

## Историјат
Пројекат је урађен 1977. године и тада је почела изградња првог Спортског центра у Југославији који је рађен од бетона. Словеначки систем бетонских стубова од којих су се зидале гараже је изливен у Београду, а постављан на лицу места. На изградњи Хале су радиле фирме ГП „Комуналац” из Београда, „Конструктор” из Марибора, а на завршетку и ГИК „Стиг” из Пожаревца.
После многобројних проблема у току саме изградње, свечано отварање је одржано у некомплетној Хали, дводневним програмом: 13. октобра 1983. одржан је концерт народне музике у коме су између осталих учествовали Шабан Шаулић, Вера Матовић и Александар Аца Илић, а 14. октобра 1983. године је организован концерт групе Парни ваљак. Отварање је пратило преко 3000 људи. Спортски центар Пожаревац је 26. децембра 1983. године регистрован од стране Окружног привредног суда као „Радна организација у оснивању”, а као оснивач је уписана „Самоуправна интересна заједница физичке културе Пожаревац”.
Први дечији програм Штрумфовизија са Седморицом младих је одржан 26. априла 1984, а први спортски програм била је утакмица између ЖРК Пожаревац и Раднички Београд, у чијем је саставу тада била репрезентативка Светлана Китић. У Спортском центру Пожаревац су одржане утакмице кошаркашких репрезентација Југославије, САД-а, Уједињених Арапских Емирата, Пољске, клубова Партизан, Црвена звезда, Југопастика, Спартак, одбојкашке репрезентација Југославије, клубова Динамо Кијев, Темишвар, Партизан, Црвена звезда, Војводина, Рибница, рукометних репрезентација Југославије, Бугарске, Мађарске, Немачке, Украјине, утакмице боксера из Југославије, Русије, Украјине, Немачке, Грчке, Мађарске, Кубе, Аустрије, такмичења у џудоу, кунг-фу, каратеу, стоном тенису, ватерполу, као и концерти Кербера, Парног ваљка, Бијелог дугмета, Плавог оркестра, Џипси кингса, Здравка Чолића, Рибље чорбе, Магазина, Хари Мата Хари, Црвене јабуке, Леб и сол, Лепе Брене, Тоше Проески.
Од јуна 1986. у оквиру комплекса креће са радом Отворени олимпијски базен чија је изградња почела годину дана раније. Са годинама око базена се изграђује прво тениски терен а потом и терени за кошарку, куглане, мини голф, мамутски шах (4×4).
Године 2015. установа мења статут и прелази у форму ЈУ „Културно спортски центар Пожаревац”, настављајући традицију поштовања и помагања развоја физичке културе у Пожаревцу и околини. Од 1. јануара 2019. године долази до поновне промене и враћање у статус ЈУ „Спортски центар Пожаревац”.